# 博比·克尔
罗伯特·“博比”·克尔（英語：Robert "Bobby" Kerr，1882年6月9日—1963年5月12日），加拿大裔爱尔兰男子短跑运动员。他曾获得1908年夏季奥运会田径比赛男子200米金牌和100米铜牌。